# Tyrannochromis polyodon
Tyrannochromis polyodon är en fiskart som först beskrevs av Trewavas, 1935.  Tyrannochromis polyodon ingår i släktet Tyrannochromis och familjen Cichlidae. Inga underarter finns listade i Catalogue of Life.